# Oberweimar (Hessen)
Oberweimar ist ein Ortsteil der Gemeinde Weimar (Lahn) im mittelhessischen Landkreis Marburg-Biedenkopf. Der Ort liegt 215 m ü. NN am Wenkbach und wird von der B 255 passiert.

## Geschichte

### Ortsgeschichte
Die älteste bekannte schriftliche Erwähnung von Weimar erfolgte unter dem Namen Wimare im Jahr 1138/39. Dabei ist aber nicht klar, ob es sich um Ober- oder Niederweimar handelt. Die älteste bekannte Erwähnung von Oberweimar unter dem Namen Oberwimere stammt aus dem Jahr 1313.
Etwa ein Kilometer nördlich des Ortskerns von Oberweimar liegt das Gut Germershausen. Es wurde im Jahre 1324 erstmals erwähnt. Der Marburger Kaufmann Johann Heydwolff erwarb es und erhielt daraufhin die Adelsanerkennung. Das Gut ist seitdem im Besitz seiner Nachkommen. In der Umgebung von Germershausen befinden sich neun spätmerowingische Grabhügel, die auf eine frühe Besiedlung dieser Gegend hindeuten.
Hessische Gebietsreform (1970–1977)
Gemeinsam mit den bis dahin ebenfalls selbständigen Gemeinden Niederweimar und Allna war Oberweimar im Zuge der Gebietsreform in Hessen am 1. Februar 1971 auf freiwilliger Basis Gründungsort der neuen Großgemeinde Weimar (Lahn), die inzwischen aus zwölf Ortsteilen besteht. Für Oberweimar wurde wie für die übrigen Ortsteile von Weimar ein Ortsbezirk mit Ortsbeirat und Ortsvorsteher eingerichtet. Als Verwaltungssitz wurde der Ortsteil Niederweimar bestimmt.

### Verwaltungsgeschichte im Überblick
Die folgende Liste zeigt die Staaten und Verwaltungseinheiten, denen Oberweimar angehört(e):
- vor 1567: Heiliges Römisches Reich, Landgrafschaft Hessen, Gericht Oberweimar auch genannt Reitzberg (Gericht Oberweimar bestand aus den Orten Oberweimar, Niederwalgern, Kehna, Altna, Weiershausen, Hermershausen, Ciriaxweimar, Gisselberg, Ronhauſen und Wolfshausen, sowie die Hälfte von Dilschhausen und Elnhausen)[8]
- ab 1567: Heiliges Römisches Reich, Landgrafschaft Hessen-Marburg, Amt Marburg[9]
- 1604–1648: Heiliges Römisches Reich, strittig zwischen Landgrafschaft Hessen-Darmstadt und Landgrafschaft Hessen-Kassel (Hessenkrieg), Amt Marburg
- ab 1648: Heiliges Römisches Reich, Landgrafschaft Hessen-Kassel, Amt Marburg
- ab 1806: Landgrafschaft Hessen-Kasse, Amt Kaldern und Reitzberg
- 1807–1813: Königreich Westphalen, Departement der Werra, Distrikt Marburg, Kanton Lohra
- ab 1815: Kurfürstentum Hessen, Amt Kaldern und Reitzberg[10]
- ab 1821: Kurfürstentum Hessen, Provinz Oberhessen, Kreis Marburg[11][Anm. 2]
- ab 1848: Kurfürstentum Hessen, Bezirk Marburg
- ab 1851: Kurfürstentum Hessen, Provinz Oberhessen, Kreis Marburg
- ab 1867: Königreich Preußen, Provinz Hessen-Nassau, Regierungsbezirk Kassel, Kreis Marburg
- ab 1871: Deutsches Reich,  Königreich Preußen, Provinz Hessen-Nassau, Regierungsbezirk Kassel, Kreis Marburg
- ab 1918: Deutsches Reich, Freistaat Preußen, Provinz Hessen-Nassau, Regierungsbezirk Kassel, Kreis Marburg
- ab 1944: Deutsches Reich, Freistaat Preußen, Provinz Kurhessen, Landkreis Marburg
- ab 1945: Amerikanische Besatzungszone, Groß-Hessen, Regierungsbezirk Kassel, Landkreis Marburg
- ab 1946: Amerikanische Besatzungszone, Hessen, Regierungsbezirk Kassel, Landkreis Marburg
- ab 1949: Bundesrepublik Deutschland, Hessen, Regierungsbezirk Kassel, Landkreis Marburg
- ab 1971: Bundesrepublik Deutschland, Land Hessen, Regierungsbezirk Kassel, Landkreis Marburg, Gemeinde Weinmar[Anm. 3]
- ab 1974: Bundesrepublik Deutschland, Land Hessen, Regierungsbezirk Kassel, Landkreis Marburg-Biedenkopf, Gemeinde Weinmar

### Gerichte seit 1821
Mit Edikt vom 29. Juni 1821 wurden in Kurhessen Verwaltung und Justiz getrennt. In Marburg wurde der Kreis Marburg für die Verwaltung eingerichtet und das Landgericht Marburg war als Gericht in erster Instanz für Oberweimar zuständig. 1850 wurde das Landgericht in Justizamt Marburg umbenannt. Nach der Annexion Kurhessens durch Preußen 1866 erfolgte am 1. September 1867 die Umbenennung des bisherigen Justizamtes in Amtsgericht Marburg. Auch mit dem Inkrafttreten des Gerichtsverfassungsgesetzes von 1879 blieb das Amtsgericht unter seinem Namen bestehen.

## Bevölkerung

### Einwohnerstruktur 2011
Nach den Erhebungen des Zensus 2011 lebten am Stichtag dem 9. Mai 2011 in Oberweimar 621 Einwohner. Darunter waren 9 (1,4 %) Ausländer.
Nach dem Lebensalter waren 144 Einwohner unter 18 Jahren, 267 zwischen 18 und 49, 99 zwischen 50 und 64 und 114 Einwohner waren älter. Die Einwohner lebten in 237 Haushalten. Davon waren 51 Singlehaushalte, 57 Paare ohne Kinder und 108 Paare mit Kindern, sowie 18 Alleinerziehende und 6 Wohngemeinschaften. In 45 Haushalten lebten ausschließlich Senioren und in 156 Haushaltungen leben keine Senioren.

### Einwohnerentwicklung
| Quelle: | Historisches Ortslexikon                                                                                  |
| • 1467: | 14 Hausgesesse                                                                                            |
| • 1577: | 21 Hausgesesse                                                                                            |
| • 1630: | 9 hausgesessene Mannschaften (2 dreispännige, 1 zweispännige Ackerleute, 6 Einläuftige)                   |
| • 1681: | 8 hausgesessene Mannschaften                                                                              |
| • 1746: | Erwerbspersonen: 1 Wirt, 1 Branntweinbrenner, 1 Schneider, 3 Zimmerleute, 1 Maurer, 5 Tagelöhner(-innen). |
| • 1838: | 276 Einwohner (Familien: 13 nutzungsberechtigte, 26 nicht nutzungsberechtigte Ortsbürger)                 |

| Oberweimar: Einwohnerzahlen von 1746 bis 2011 | Oberweimar: Einwohnerzahlen von 1746 bis 2011 | Oberweimar: Einwohnerzahlen von 1746 bis 2011 | Oberweimar: Einwohnerzahlen von 1746 bis 2011 | Oberweimar: Einwohnerzahlen von 1746 bis 2011 |
| --- | --------------------------------------------- | --------------------------------------------- | --------------------------------------------- | --------------------------------------------- |
| Jahr |                                               |                                               |                                               | Einwohner                                     |
| 1746 | 1746                                          |                                               | 97                                            | 97                                            |
| 1800 | 1800                                          |                                               | ?                                             | ?                                             |
| 1834 | 1834                                          |                                               | 258                                           | 258                                           |
| 1840 | 1840                                          |                                               | 282                                           | 282                                           |
| 1846 | 1846                                          |                                               | 298                                           | 298                                           |
| 1852 | 1852                                          |                                               | 321                                           | 321                                           |
| 1858 | 1858                                          |                                               | 343                                           | 343                                           |
| 1864 | 1864                                          |                                               | 345                                           | 345                                           |
| 1871 | 1871                                          |                                               | 303                                           | 303                                           |
| 1875 | 1875                                          |                                               | 303                                           | 303                                           |
| 1885 | 1885                                          |                                               | 273                                           | 273                                           |
| 1895 | 1895                                          |                                               | 296                                           | 296                                           |
| 1905 | 1905                                          |                                               | 299                                           | 299                                           |
| 1910 | 1910                                          |                                               | 303                                           | 303                                           |
| 1925 | 1925                                          |                                               | 341                                           | 341                                           |
| 1939 | 1939                                          |                                               | 333                                           | 333                                           |
| 1946 | 1946                                          |                                               | 509                                           | 509                                           |
| 1950 | 1950                                          |                                               | 521                                           | 521                                           |
| 1956 | 1956                                          |                                               | 420                                           | 420                                           |
| 1961 | 1961                                          |                                               | 411                                           | 411                                           |
| 1967 | 1967                                          |                                               | 438                                           | 438                                           |
| 1980 | 1980                                          |                                               | ?                                             | ?                                             |
| 1990 | 1990                                          |                                               | ?                                             | ?                                             |
| 2000 | 2000                                          |                                               | 661                                           | 661                                           |
| 2005 | 2005                                          |                                               | 682                                           | 682                                           |
| 2010 | 2010                                          |                                               | 638                                           | 638                                           |
| 2011 | 2011                                          |                                               | 621                                           | 621                                           |
| Datenquelle: Historisches Gemeindeverzeichnis für Hessen: Die Bevölkerung der Gemeinden 1834 bis 1967. Wiesbaden: Hessisches Statistisches Landesamt, 1968. Weitere Quellen: LAGIS; nach 1970: Gemeinde Weimar:; Zensus 2011 |                                               |                                               |                                               |                                               |

### Historische Religionszugehörigkeit
| Quelle: | Historisches Ortslexikon                                                       |
| • 1861: | 326 evangelisch-lutherische, ein römisch-katholischer, ein jüdischer Einwohner |
| • 1885: | 248 evangelische (= 100,00 %) Einwohner                                        |
| • 1961: | 367 evangelische (= 89,29 %), 41 katholische (= 9,98 %) Einwohner              |

### Erwerbstätigkeit
| Quelle: | Historisches Ortslexikon |
| • 1746: | Erwerbspersonen: 1 Wirt, 1 Branntweinbrenner, 1 Schneider, 3 Zimmerleute, 1 Maurer, 5 Tagelöhner(-innen).                                                                                |
| • 1838: | Familien: 9 Ackerbau, 24 Gewerbe, 6 Tagelöhner. |
| • 1961: | 367 evangelische, 41 römisch-katholische Einwohner. Erwerbspersonen: 108 Land- und Forstwirtschaft, 64 Produzierendes Gewerbe, 33 Handel und Verkehr, 19 Dienstleistungen und Sonstiges. |

## Kultur und Sehenswürdigkeiten

### Bauwerke
Wichtigste Sehenswürdigkeit von Oberweimar ist die 1733 eingeweihte Kirche im Zentrum des Ortes, die auf eine Vorgängerkirche zurückgeht, die dem Hl. Martin geweiht war.

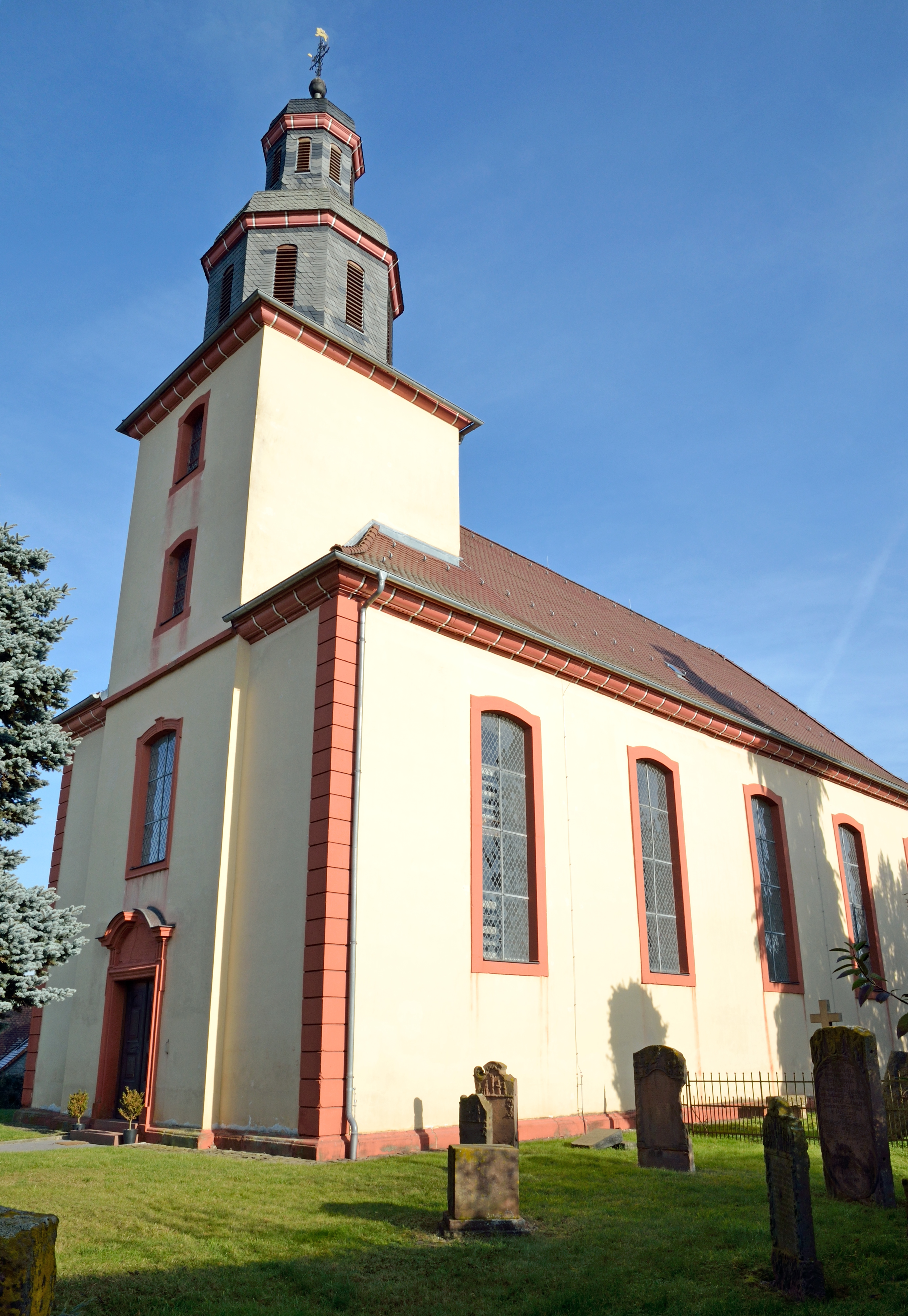
Kirche
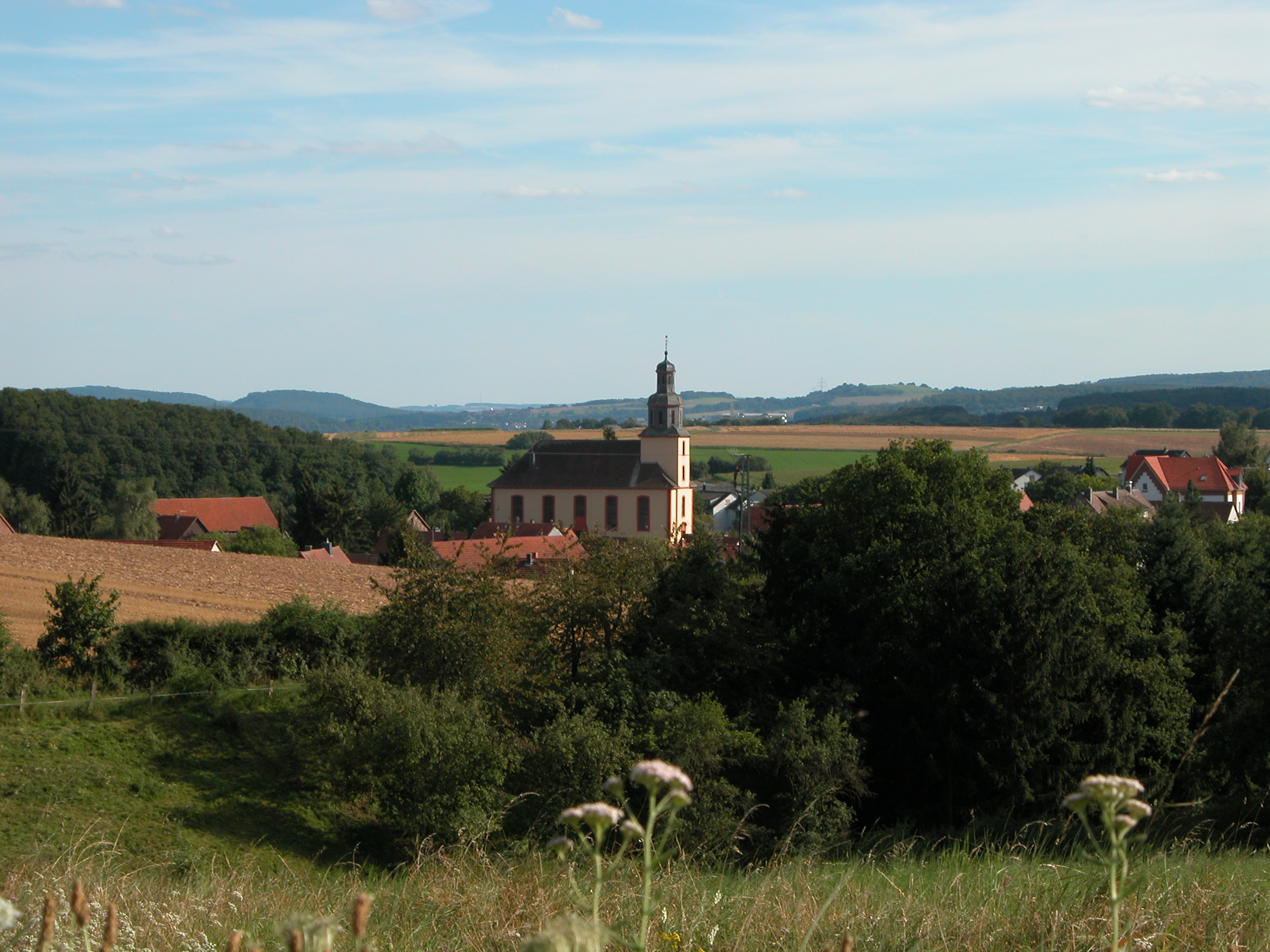
Kirche von Norden
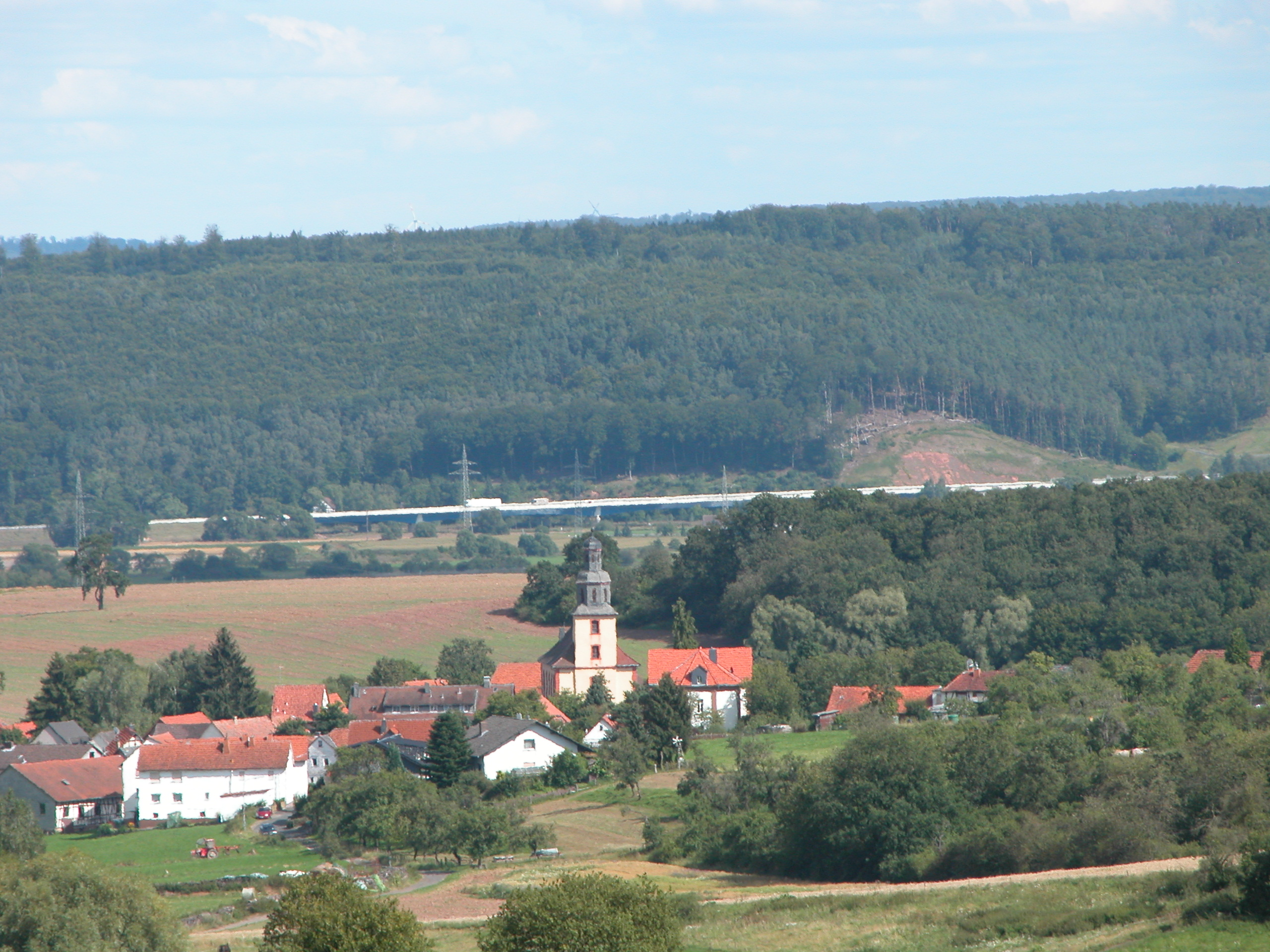
Alter Ortskern von Westen
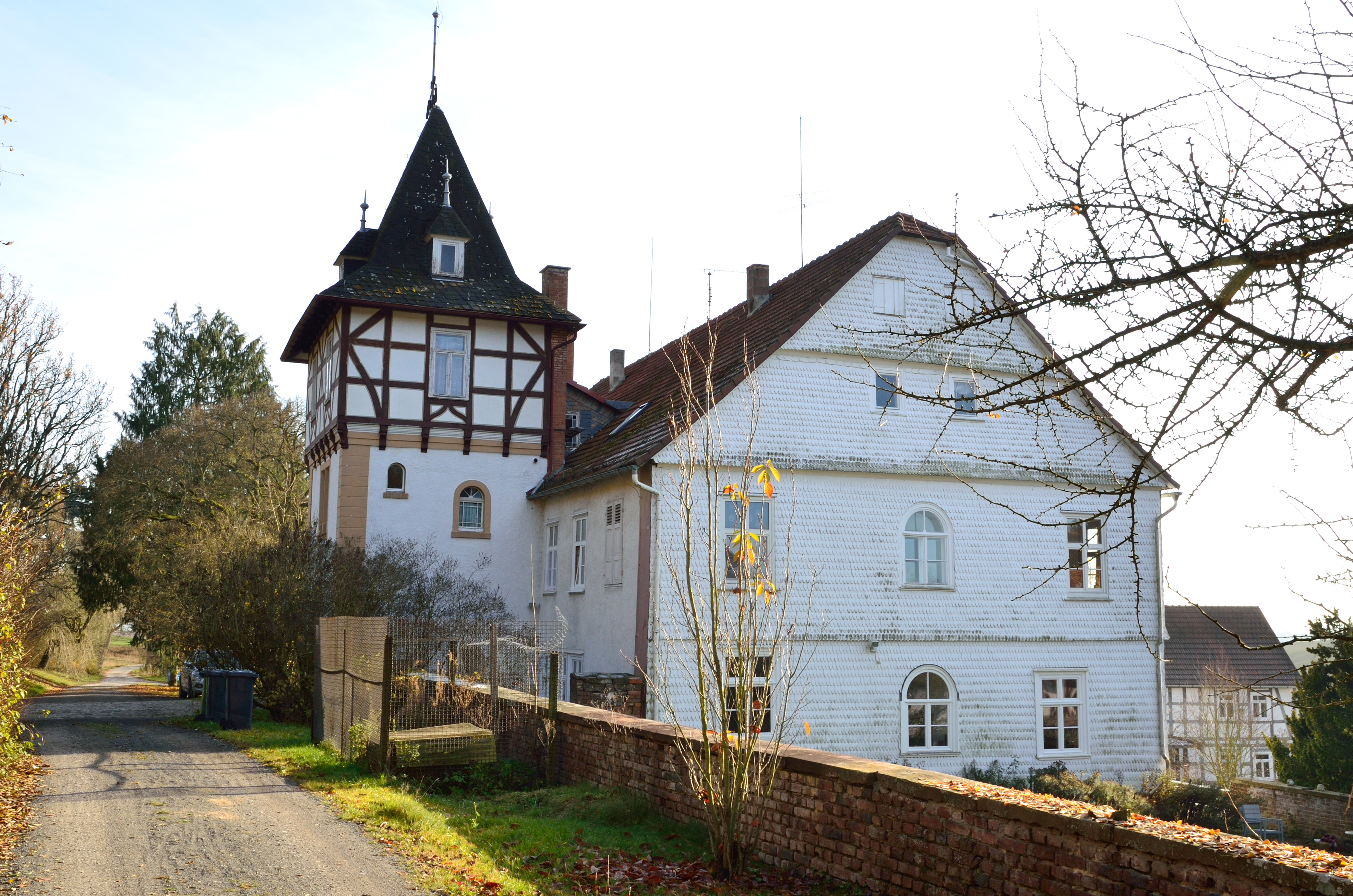
Hofgut Germershausen

### Vereine
In Oberweimar existieren diverse Vereine verschiedener Art. So zum Beispiel eine Freiwillige Feuerwehr, die Burschen- und Mädchenschaft „Die Österreicher“, der Wanderclub „Frohsinn“ sowie einige Musikvereine wie der Blockflötenchor und der Männergesangverein.

### Regelmäßige Veranstaltungen
In Oberweimar finden verschiedene jährliche Veranstaltungen statt. So zum Beispiel der Mai-Frühschoppen der Burschen- und Mädchenschaft am 1. Mai, das Oktoberfest der Selbigen und der Wandertag des Wanderclubs im Juni.